# Croughaun Hill
Croughaun Hill är ett berg i republiken Irland.   Det ligger i grevskapet Waterford och provinsen Munster, i den södra delen av landet, 150 km sydväst om huvudstaden Dublin. Toppen på Croughaun Hill är 364 meter över havet.
Terrängen runt Croughaun Hill är platt åt nordost, men åt sydväst är den kuperad. Croughaun Hill ligger uppe på en höjd som går i öst-västlig riktning. Runt Croughaun Hill är det ganska glesbefolkat, med 21 invånare per kvadratkilometer. Närmaste större samhälle är Carrick-on-Suir, 11,2 km norr om Croughaun Hill. Trakten runt Croughaun Hill består i huvudsak av gräsmarker.